# 밸러리 에드먼드
밸러리 에드먼드(영어: Valerie Edmond, 1969년 1월 1일 ~ )는 영국의 배우이다.
에든버러에서 태어났다.

## 영화
- 남주기 아까운 그녀 (2008년)
- 라이벌 (2003년)
- 오 그레이스 (2000년)
- 사이먼 매거스 (1999년)
- 러브 앤 레이지 (1998년)